# Полезные связи
Поле́зные свя́зи или нетво́ркинг (англицизм от networking – букв. плетение сети: net = сеть + work = работать + -ing = суффикс, обозначающий деятельность в какой-либо области) — это социальная и профессиональная деятельность, направленная на то, чтобы с помощью круга друзей и знакомых, работающих или имеющих связи в той или иной сфере, максимально быстро и эффективно решать сложные жизненные задачи.

## Теория шести рукопожатий
В основе полезных связей лежит теория шести рукопожатий, разработанная в 1960-х годах американскими социальными психологами Стенли Милгрэмом и Джеффри Трэверсом. Суть её в том, что каждый из нас опосредственно знаком с любым другим жителем планеты через цепочку общих знакомых. В среднем эта цепочка состоит из шести человек.

## Социальный нетворкинг
Второе название — персональный нетворкинг. Когда в основу целей использования инструментов нетворкинга лежат не бизнес потребности, а личные стремления и ценности индивидуума. Как правило, используется для формирования круга общения. Служит основой для завязывания дружеских отношений с новыми людьми. Иногда приводит к знакомству с будущим супругом/супругой.

В настоящее время[когда?] большое направление социального нетворкинга вылилось в активное развитие социальных сетей в Интернете.

## Нетворкинг в России
В России «нетворкинг» часто путают с обычным общением в социальных сетях, а также с понятием network из информационных технологий (ИТ), в частности с проектированием сети из ПЭВМ и работой этой сети. Также смешивают со схожими понятиями: блат, пикап, «мохнатая лапа», «прохиндиада», «кумовство», «протеже». Также новым понятием часто манипулируют для придания значимости проводимым мероприятиям. Например, обычные кофе-паузы или перерывы в выступлениях докладчиков могут называть нетворкинг-сессией или добавить слово «нетворкинг» в название мероприятия. Фактически же, лишь немногие организаторы заботятся о том, чтобы повысить эффективность нетворкинга среди участников.

## Платформы для нетворкинга
С помощью специальных платформ можно заводить полезные связи, находить партнеров и идеи для развития карьеры. В России существуют нейросети, которые помогают эффективнее настраивать процесс делового нетворкинга. Они анализирует всех участников сообщества и знакомят только с теми, которые подходят лучше всего для карьерных задач.